# Ernst Löliger
Ernst Löliger (* 16. März 1911 in Pratteln; † 31. Mai 1984 in Binningen) war ein Schweizer Politiker.

## Leben
Löliger schloss das Lehrerseminar im Muristalden in Bern ab und erhielt das eidgenössische Turnlehrerdiplom. Er war kantonal wie gesamtschweizerisch ein erfolgreicher Turner. Von 1931 bis 1946 war er Primarlehrer in Binningen. Er studierte Geschichte, Volkswirtschaft und Literatur an der Universität Basel und erhielt 1943 das Mittelschullehrerdiplom. Von 1946 bis 1955 war er Realschullehrer in Binningen und von 1955 bis 1963 kantonaler Schulinspektor.
Von 1959 bis 1963 war Löliger freisinniger Baselbieter Landrat und von 1963 bis 1975 Regierungsrat. Ihm unterstand die Direktion des Innern, Sanität. Unter Löligers Amtsführung wurden zahlreiche Neubauten und Ämter, unter anderem 1973 das Bruderholzspital und 1973 das Amt für Lufthygiene, geschaffen sowie Gesetze und Verordnungen ausgearbeitet und revidiert. So zum Beispiel 1968 die Einführung des Frauenstimmrechts, 1970 das Gemeinde- und 1973 das Gesundheitsgesetz.